# Dreros

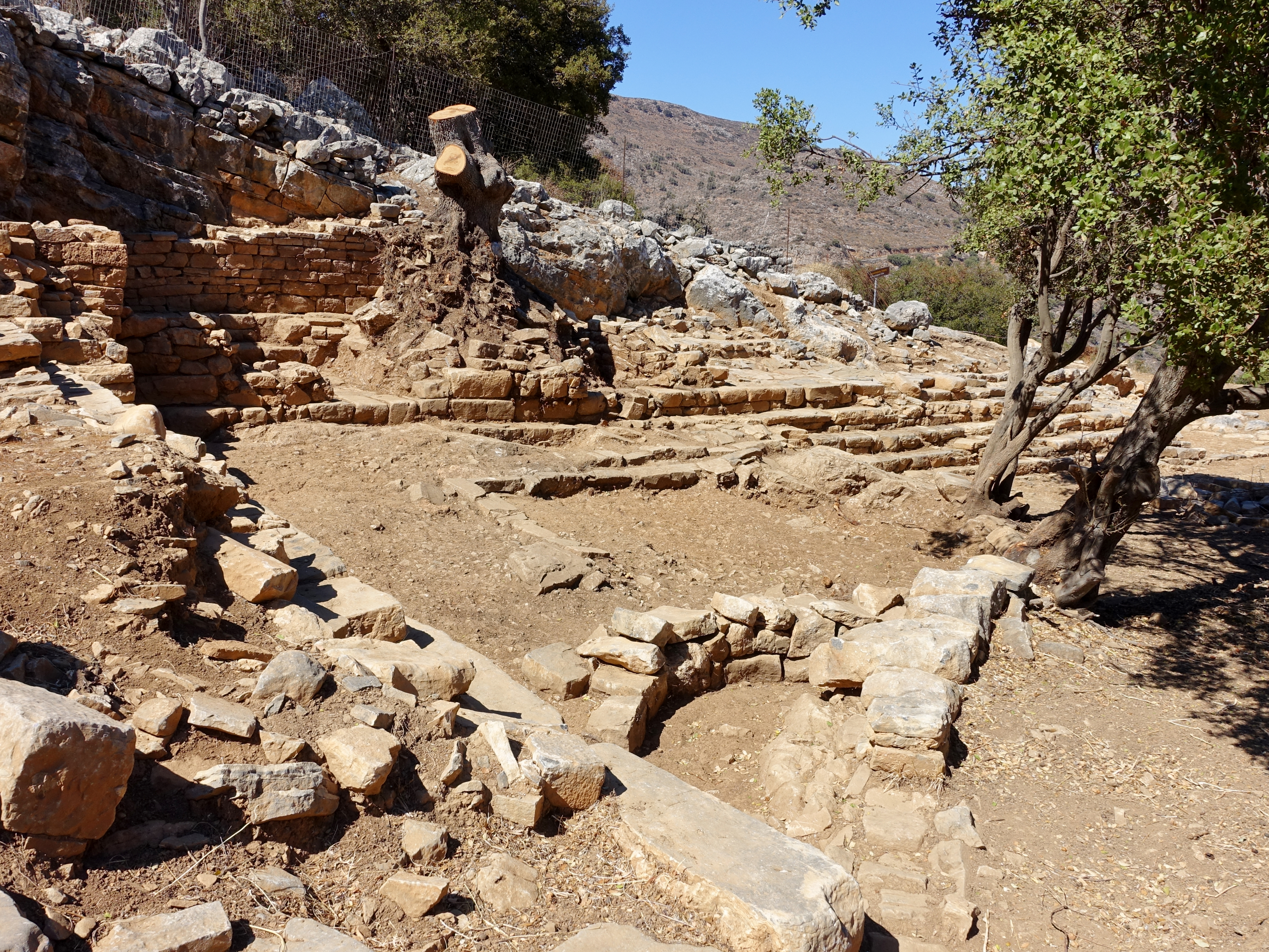
Pozostałości budowli w Dreros – fragment agory

Dreros (Δρῆρος), ngr. Driros – stanowisko archeologiczne w regionie Lasiti (wschodnia Kreta), koło Neapoli, odległe ok. 15 km od Ajos Nikolaos.
Odkryta tam w 1936 r. we fragmentach inskrypcja zawiera najstarszy zachowany grecki zapis prawny datowany na drugą połowę VII wieku p.n.e. Napis pochodzi z miejscowej świątyni Apollina Delfiniosa, gdzie umieszczono go na widok publiczny.
Innym znaczącym znaleziskiem z tej świątyni jest zespół trzech statuetek określanych jako „apollińska triada z Dreros”. Wykonane techniką sfyrelatonu i złączone w całość z osobnych elementów, mają najpewniej przedstawiać samego Apollina oraz jego siostrę Artemidę i matkę Latonę. Oczy postaci inkrustowano, mniejsze postacie kobiece przedstawiono szczelnie osłonięte szatami, natomiast większą figurkę mężczyzny – nago, co mogło podkreślać jego szczególną rolę w swoistym wyrazie heroizacji.